# Acanthanectes hystrix
Acanthanectes hystrix е вид лъчеперка от семейство Tripterygiidae. Видът е незастрашен от изчезване.

## Разпространение и местообитание
Разпространен е в Южна Африка.
Среща се на дълбочина от 10 до 24 m, при температура на водата около 20,5 °C и соленост 35,36 ‰.

## Описание
На дължина достигат до 3,5 cm.